# 厄沃赞
厄沃赞（法語：Euvezin，法語發音：[øv(ə)zɛ̃]）是法国默尔特-摩泽尔省的一个市镇，属于图勒区。

## 地理
厄沃赞（48°55'26"N, 5°50'17"E）面积11.28 平方千米，位于法国大東部大區默尔特-摩泽尔省，该省份为法国东北部内陆省份，是洛林的一部分，北邻比利时、卢森堡，北起顺时针与摩泽尔省、下莱茵省、孚日省和默兹省接壤。
与厄沃赞接壤的市镇（或旧市镇、城区）包括：布永维尔、埃塞和迈兹赖、弗利雷、利梅雷默诺维尔、帕讷、蒂欧库尔-勒涅维尔、维耶维尔昂艾。

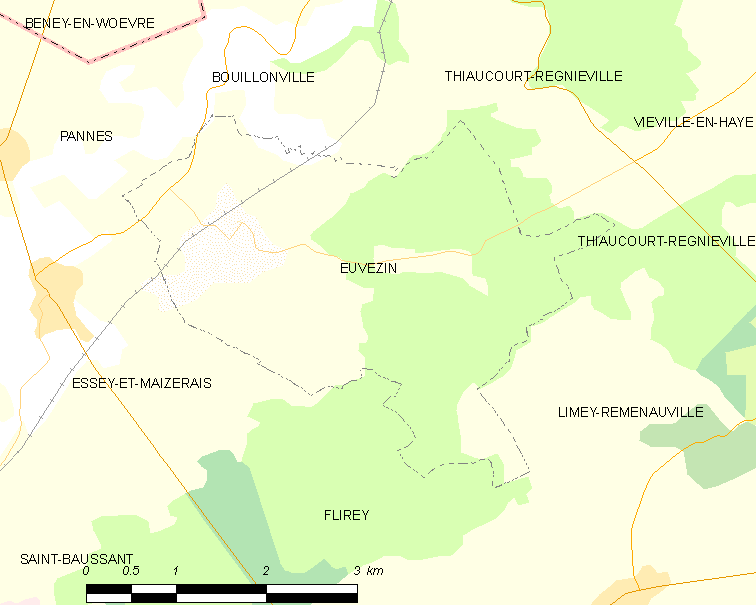
厄沃赞的OSM定位图

厄沃赞的时区为UTC+01:00、UTC+02:00（夏令时）。

## 行政
厄沃赞的邮政编码为54470，INSEE市镇编码为54187。

## 政治
厄沃赞所属的省级选区为北图卢瓦县。

## 人口

1962-2008年间厄沃赞人口变化图示

厄沃赞于2022年1月1日时的人口数量为107人。